# Birnkofen
Birnkofen ist ein Gemeindeteil von Adlkofen im niederbayerischen Landkreis Landshut. Der Weiler liegt circa einen Kilometer nördlich von Adlkofen.

## Baudenkmäler
Siehe auch: Liste der Baudenkmäler in Birnkofen
- Wegkapelle

## Söhne und Töchter
- Ignaz Mayer-Frauenberg (* 31. Juli 1874; † 9. Juli 1932), Porträt- und Landschafts-Maler, geboren in Birnkofen